# Томмі Ленго
Томмі Ленго (фін. Tommi Lenho; нар. 17 вересня 1975) — колишній фінський тенісист.
Найвищу одиночну позицію світового рейтингу — 291 місце досяг 28 вересня 1998, парну — 320 місце — 27 липня 1998 року.

## Титули ITF Ф'ючерс

### Одиночний розряд: (2)
| Ранг | Дата     | Турнір                    | Покриття | Суперник        | Рахунок  |
| ---- | -------- | ------------------------- | -------- | --------------- | -------- |
| 1.   | Чер 1998 | Фінляндія F2, Vierumäki   | Ґрунт    | Тапіо Нурмінен  | 6–1, 6–3 |
| 2.   | Чер 2005 | Фінляндія F1, Savitaipale | Ґрунт    | Домінік Мефферт | 6–1, 7–5 |

### Парний розряд: (2)
| Ранг | Дата     | Турнір                     | Покриття | Партнер              | Суперники                      | Рахунок          |
| ---- | -------- | -------------------------- | -------- | -------------------- | ------------------------------ | ---------------- |
| 1.   | Чер 2000 | Франція F11, Нуазі-ле-Гран | Ґрунт    | Жульєн Кюаз          | Жером Енель Венсан Лавернь     | 4–6, 6–0, 6–0    |
| 2.   | Сер 2003 | Литва F2, Шяуляй           | Ґрунт    | Данієл Ленціна-Рібес | Стіан Боретті Федеріко Торрезі | 7–6(1), 3–6, 6–3 |